# Allusion
L’allusion (substantif féminin), du latin ad : « vers », et de ludere : « jouer », soit allusio : « jeu verbal », est une figure de style qui consiste à évoquer, sans les nommer explicitement, des personnes, des événements (allusion historique), des faits ou des textes supposés connus.
L’allusion provoque dans l’esprit un rapprochement rapide entre les personnes, les choses, les époques ou les lieux. Tour à tour au service de la louange et de la satire, l’allusion peut être une flatterie ingénieuse ou une offense perfide ; elle est le plus souvent un agrément littéraire délicat, quelquefois un trait énergique d’éloquence.

## Exemples
« En voyant ces œillets qu’un illustre guerrier

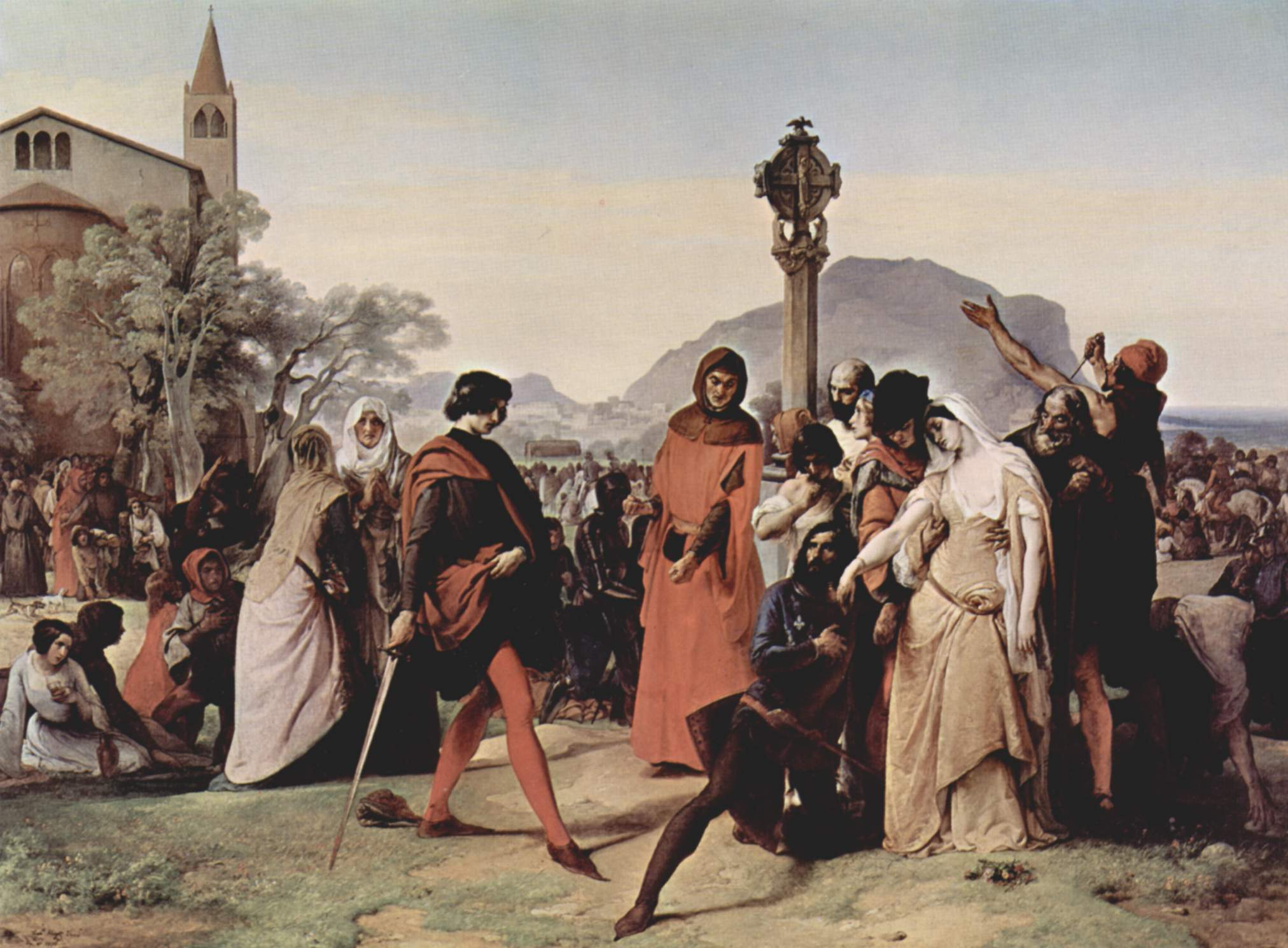
De ce train-là, Votre Majesté pourrait arriver pour vêpres en Sicile.

Arrose de la main qui gagna des batailles,

Souviens-toi qu’Apollon bâtissait des murailles,

Et ne t’étonne pas que Mars soit jardinier. »

— Madeleine de Scudéry, Repris dans Revue des Deux Mondes, tome 13
- L'œuvre Exercices de style de Raymond Queneau fait allusion aux Fables de La Fontaine

## Définition

### Définition linguistique
L'allusion est une figure se fondant sur l'implicite et sur l'analogie à une chose connue: un événement, un personnage, un ouvrage, etc. pour illustrer le discours (voir aussi antonomase). La reconstitution du sens et de la portée de la figure nécessite un partage des mêmes référents culturels et une connaissance du contexte.
Pour Gérard Genette, l'allusion est l'un des procédés constitutifs du mécanisme historique de l'intertextualité et l'article intertextualité (on parle alors d’allusion intertextuelle), avec l'emprunt, le pastiche, la citation, la traduction, le plagiat et la parodie. C'est en cela une figure favorite des auteurs littéraires car elle matérialise les liens qui existent entre écrivains de toutes époques et de tous lieux. L'allusion est en synergie avec une autre figure : la citation avec laquelle elle partage une portée semblable et avec laquelle elle est enfin une pratique créatrice :

« Une citation proprement dite n’est jamais que la preuve d’une érudition facile et commune ; mais une belle allusion est quelquefois le sceau du génie »

— Charles Nodier, Questions de littérature légale
L'allusion peut être perçue comme une macro figure. En effet, elle peut mettre en œuvre une multitude d'autres figures, comme des tropes telles : la métaphore, la métonymie, l'allégorie, la synecdoque etc. et reposer sur des figures morpho-syntaxiques comme la concaténation, la syllepse ou encore le parallélisme. Partant de là, Dupriez dans son Gradus classe l'allusion en cinq types selon la trop à laquelle elle s'associe :
- l'allusion métaphorique : (allusion au fils du roi Louis XIV, le duc du Maine, comparé au fils du soleil)

« Quel subit passage des terreurs du sort d'Encelade à la ferme espérance de celui de Phaéton! »

— Saint-Simon, Mémoires
- l'allusion métonymique : (allusion au phallus)

« C'est là (dans les zones mal éclairées de l'activité humaine) qu'apparaissent les grands phares spirituels, voisins par la forme de signes moins purs »

— Louis Aragon, Le paysan de Paris
- l'allusion synecdochique : (allusion à la bombe atomique)

« J'ai eu chaud place de la paix. Dix mille degrés sur la place de la paix »

— Marguerite Duras, Hiroshima mon amour
- l'allusion allégorique :

« L'Argienne Hélène, la jument de Troie qui n'était pas de bois et qui hébergea tant de héros dans ses flancs »

— James Joyce, Ulysse
- l'allusion catachrétique :

Bouche bien faite pour cacher 

Une autre bouche
— Paul Éluard, La Halte des heures

### Définition stylistique
L'allusion stylistique est l'emploi d'un mot ou expression qui est à double-entente, un sens normal et un sens caché, implicite. Elle vise un effet avant tout humoristique voire satirique : Voltaire, par exemple, quand il écrit poeshie en parlant des essais poétiques du futur Frédéric II auquel il enseigna le français, fait un rappel moqueur de son orthographe approximative.
Qu’ils soient plaisants ou malveillants, les effets de l’allusion sont empruntés à une foule de sources, à l’histoire, à la mythologie, aux souvenirs littéraires, à des détails de la vie privée. Souvent elle repose sur un jeu de mots tiré soit des noms propres, soit des noms de choses ou sur une équivoque.
On distingue souvent deux types d'allusion, selon le degré d'identification du référent:
- l'allusion explicite
- l'allusion implicite

Les objets d'allusion sont divers et variés, on peut citer : les allusions historiques, politiques, morales, littéraires, personnelles, érotiques, religieuses...

#### Variantes de l'allusion
L'anecdote est une allusion discrète et ponctuelle. Par ailleurs, l'évocation est une variante de l'allusion ; il s'agit d'un récit voilé et inséré dans un discours. La métalepse, d'après Gérard Genette, est une allusion faite par l'auteur s'impliquant dans son œuvre.
Des figures sonores sont des types d'allusion : l'annomination, le contrepléonasme, l'écho sonore et l'allitération notamment. Des figures graphiques également : le tautogramme et l'anagramme surtout.

### Genres concernés

#### ...en littérature

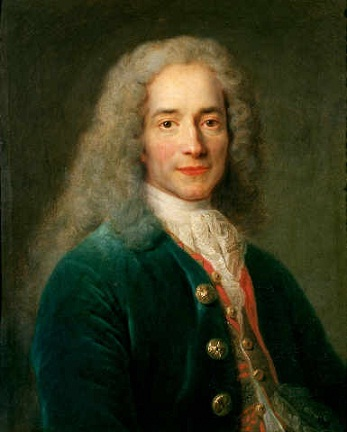
Voltaire, spécialiste de l’allusion.

L’allusion se retrouve dans tous les genres. Elle prend volontiers pour cadre un madrigal, un bouquet à Chloris, une épigramme. On a beaucoup cité, comme exemple d’allusion flatteuse, le quatrain de Madeleine de Scudéry sur le gout du prince de Condé, prisonnier à Vincennes, pour le jardinage (voir le premier exemple).
On cite ordinairement le genre de la fable, tel que La Fontaine l’a traité comme une mine d’allusions inépuisable : Sire Lion, dame Belette, dom Pourceau, maitre Renard, « gascon, d’autres disent normand », Sa Majesté fourrée le Chat, et tant d’autres personnages du monde des animaux rappelaient par des allusions perpétuelles les acteurs correspondants du monde humain.

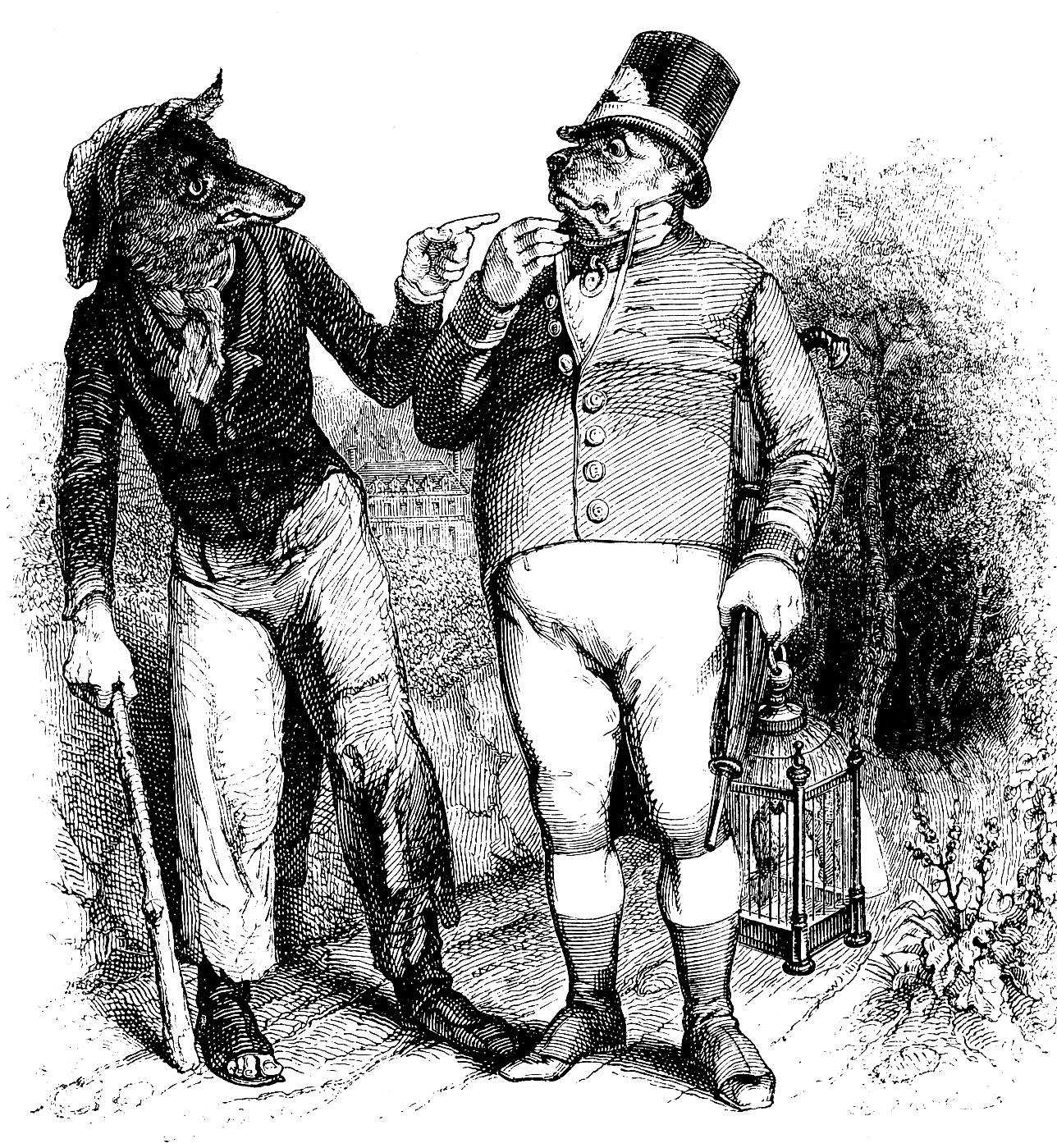
Illustration des Fables de La Fontaine

La nature même de l’allusion la rend évasive et la fait quelquefois échapper à l’intention, comme lorsque la censure établie pour les pièces de théâtre faisait une guerre impitoyable aux allusions, en supposant souvent qui n’étaient pas dans la pensée du dramaturge et exigeant de lui des suppressions ou des modifications ridicules tandis qu’elle laissait passer comme inoffensifs des traits que la malice que mettait le public à les relever rendaient très acérés.
Les allusions satiriques fleurissent surtout dans les milieux privés de la liberté de parler et d’écrire. Elles sont l’arme acérée des hommes d’esprit et souvent de courage qui parviennent quand même à exprimer ce qu’il est défendu de dire.
La littérature du premier et du second Empire, en France, a fait usage de l’allusion, dans les journaux et dans le livre, comme du seul moyen laissé à l’opposition pour se faire jour. Quelques-uns des écrivains du monde académique, comme Villemain et plus tard Prévost-Paradol, ont même obtenu, par ce moyen, un succès très désagréable au gouvernement impérial.
La comédie est celui des grands genres littéraires qui se prête le plus volontiers à l’allusion. Lorsque la satire personnelle et directe ne fut plus permise, comme elle l’était au temps d’Aristophane, le poète comique n’eut d’autres moyens d’attaquer les vices ou les travers des individus, qu’en les représentant, sans les nommer, par des traits, sous lesquels chacun les reconnaissait.
L’inconvénient des allusions, surtout dans les polémiques et dans la satire, est de perdre presque tout leur mérite avec le temps. Elles rappellent des actions qui sont oubliées et les plus fines méchancetés perdent leur sens avec la disparition des hommes contre lesquels elles sont dirigées. Les œuvres semées d’allusions qui subsistent sont celles qui portent en elle des qualités indépendantes des circonstances de temps et de personnes, comme les Femmes savantes, qu’on continue de goûter, lors même que les allusions nous en échappent. On a prétendu que Les Caractères de La Bruyère contenaient une foule d’allusions; des érudits en ont souligné tous les détails, signalé des noms propres sous tous les portraits de fantaisie, s’imaginant en posséder la clef. Vraie ou non, l’interprétation des allusions est très secondaire à côté des beautés de langue, des mérites d’observation et de pensée qui font du livre de ce moraliste un tableau vivant de la nature humaine, quels que soient les contemporains inconnus ou oubliés qui en ont fourni les traits. Cette appréciation vaut également pour les Épigrammes de Martial.
Voltaire excellait à mettre des allusions délicates en quelques petits vers. Voici comment il transmet une invitation à dîner chez une dame aimable à l’auteur de l’Art d’aimer :

« De par le Pinde et par Cythère,

Gentil-Bernard est averti

Que l’Art d’Aimer doit samedi

Venir souper chez l’Art de Plaire. »

— Voltaire, Repris dans Une comédie à propos d’une tragédie
Le même Voltaire maniait aussi fort bien, en prose comme en vers, l’allusion méchante. Comme on lui demandait comment il avait trouvé une oraison funèbre, il répondit : « Comme l’épée de Charlemagne » et, pour éclaircir l’allusion qui avait le tort d’être obscure, il ajouta : « longue et plate. »
Comme allusion maligne, on peut rappeler le mot de Catherine de Rambouillet au bel esprit Voiture, dont le père était marchand de vin, à propos d’un de ses proverbes : « Celui-là ne vaut rien, percez-nous en d’un autre ».
Un modèle d’allusion historique serait la suivante : Henri IV, luttant de rodomontade avec un ambassadeur espagnol, aurait dit : « S’il me prenait envie de monter à cheval, j’irais avec mon armée déjeuner à Milan, entendre la messe à Rome et dîner à Naples. » L’ambassadeur aurait répondu : « De ce train-là, Votre Majesté pourrait arriver pour vêpres en Sicile. »
Comme exemple d’allusion oratoire, les anciens nous en ont transmis une qui, pour reposer sur un jeu de mots, n’en est pas moins remarquable par la véhémence et l’à-propos. L’orateur Catulus accusait de péculat un Romain qui l’interrompit et, par allusion à la signification de son nom, lui cria : « Tu aboies, Catulus ! — Oui, j’aboie, répartit Catulus, mais après les voleurs ! »
Au XVIIe siècle, Molière mettait en scène, dans les Femmes savantes, les pédants de son temps et décochait une foule de méchancetés personnelles contre Ménage, dans la fameuse scène de Vadius et Trissotin. On a prétendu que Tartuffe avait été interdit par le Parlement, après la première représentation, à cause des allusions qu’il contenait contre son président, de Lamoignon. De là le mot adressé, dit-on, par l’auteur au public accouru au théâtre le jour où l’on devait donner la pièce pour la seconde fois: « M. le président ne veut pas qu’on le joue. » En fait d’allusions. Tartuffe en contenait une célèbre à la louange de Louis XIV et qui fut, bien des fois, accueillie ironiquement par le parterre: « Nous vivons sous un prince ennemi de la fraude. »
Les titres des œuvres fonctionnent parfois sur la figure de l'allusion ; par exemple, Michel Butor en intitulant son roman Portrait de l'artiste en jeune singe se réfère allusivement à l'ouvrage de James Joyce : Portrait de l'artiste en jeune homme.
Les caricatures enfin sont des types d'allusions subtiles, décodées par les contemporains seuls, ou à l'issue d'un travail de recomposition.Cette caricature de Émile Zola par le dessinateur Gill fait une allusion directe à l'ambition naturaliste de l'écrivain, inventeur de la littérature sociologique et expérimentale, d'où la loupe qu'il tient à la main.

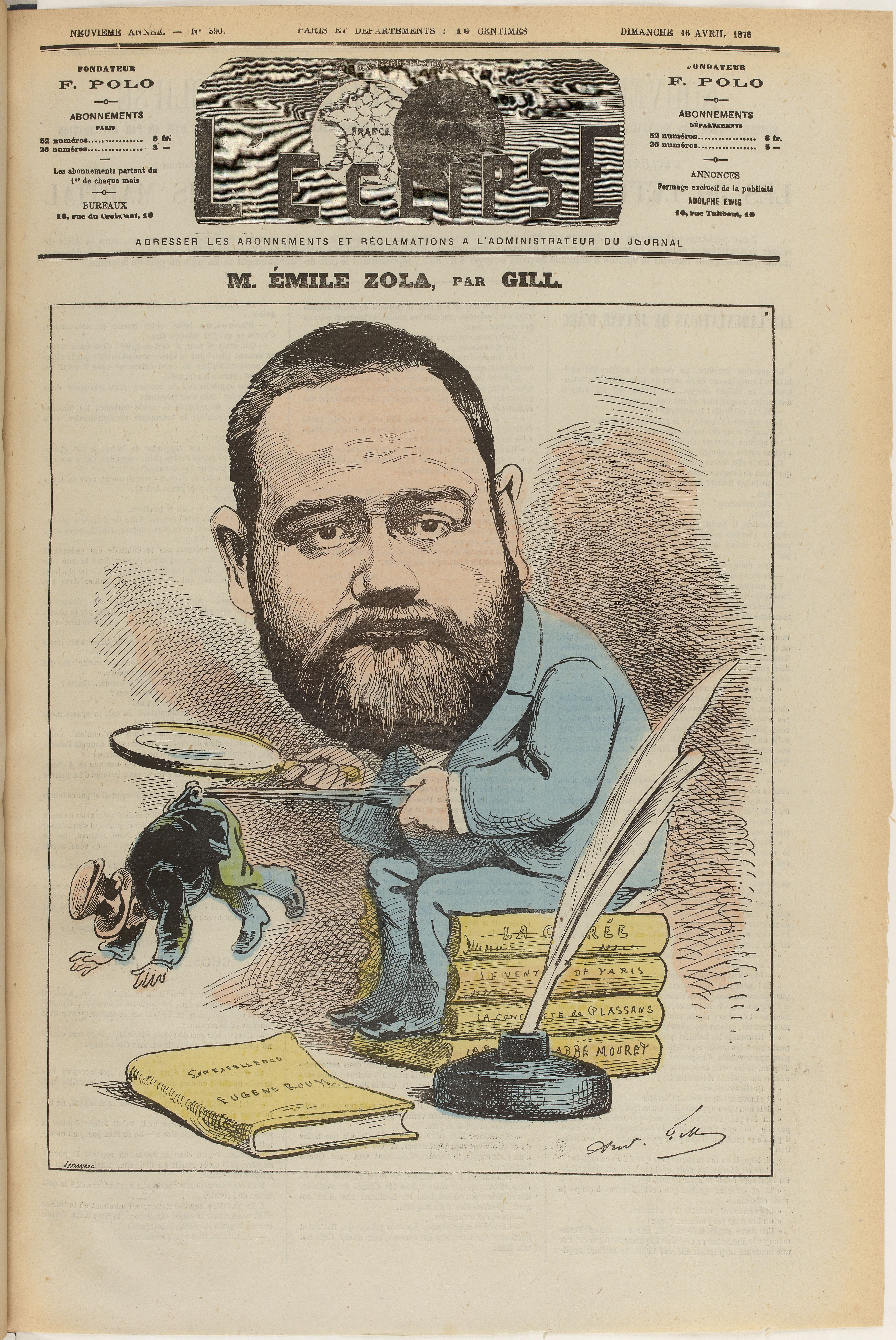

#### ...dans les autres Arts
L'allusion est enfin une figure que l'on peut retrouver dans tous les autres Arts. Dans la bande dessinée, comme dans l'univers d'Astérix par exemple. Dans la publicité, le recours à l'allusion est systématique : les références au monde culturel ou à l'Histoire, à la religion enfin permettent de conférer une universalité au produit vanté.
Au cinéma, l'allusion est systématique, comme en littérature les réalisateurs empruntent des scènes à des films précédents ou font des références à des clichés ou des faits antérieurs. Alfred Hitchcock notamment fonde certaines scènes de ses films sur l'allusion ; l'une de ses propres scènes (l'assassinat dans la douche), dans Psychose a été beaucoup reprise par d'autres.
L'allusion est également très présente dans les mots d'esprit au sein desquels elle suppose une connivence entre les interlocuteurs, en cela elle est très proche de l'ironie (voir chapitre définition stylistique) car elle fonctionne sur un partage des références culturelles. Perelman parle ainsi à son propos d'une figure de la communion qui partage une visée communicationnelle avec la parodie par exemple. Ainsi le journalisme est un domaine d'expression allusive privilégié.
L'allusion est particulièrement exploitée en peinture : de nombreux auteurs réalisent soit des clins d'œil à des œuvres ou des auteurs antérieurs, soit réinterprètent à leur époque des tableaux précédents.Ainsi, Pablo Picasso a fondé ses premières œuvres sur la copie cubiste des tableaux de Eugène Delacroix: Les femmes d'Alger dans leur appartement deviennent (allusion explicite) les Femmes d'Alger chez Picasso; Le Déjeuner sur l'herbe de Manet devient quant à lui Le Déjeuner sur l'herbe d'après Manet, que Paul Cézanne a, auparavant déjà repris.

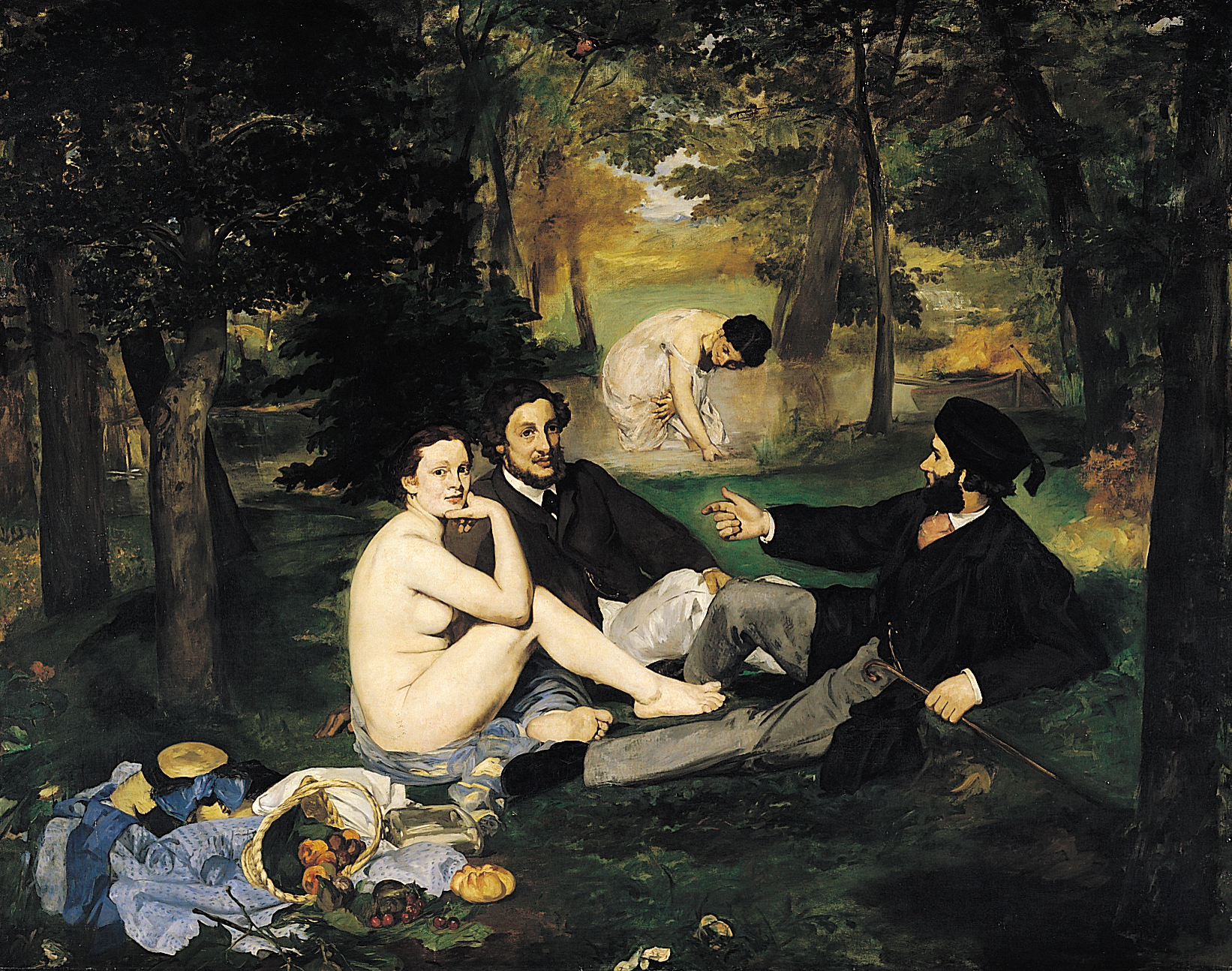
Le Déjeuner sur l'herbe, original d'Édouard Manet
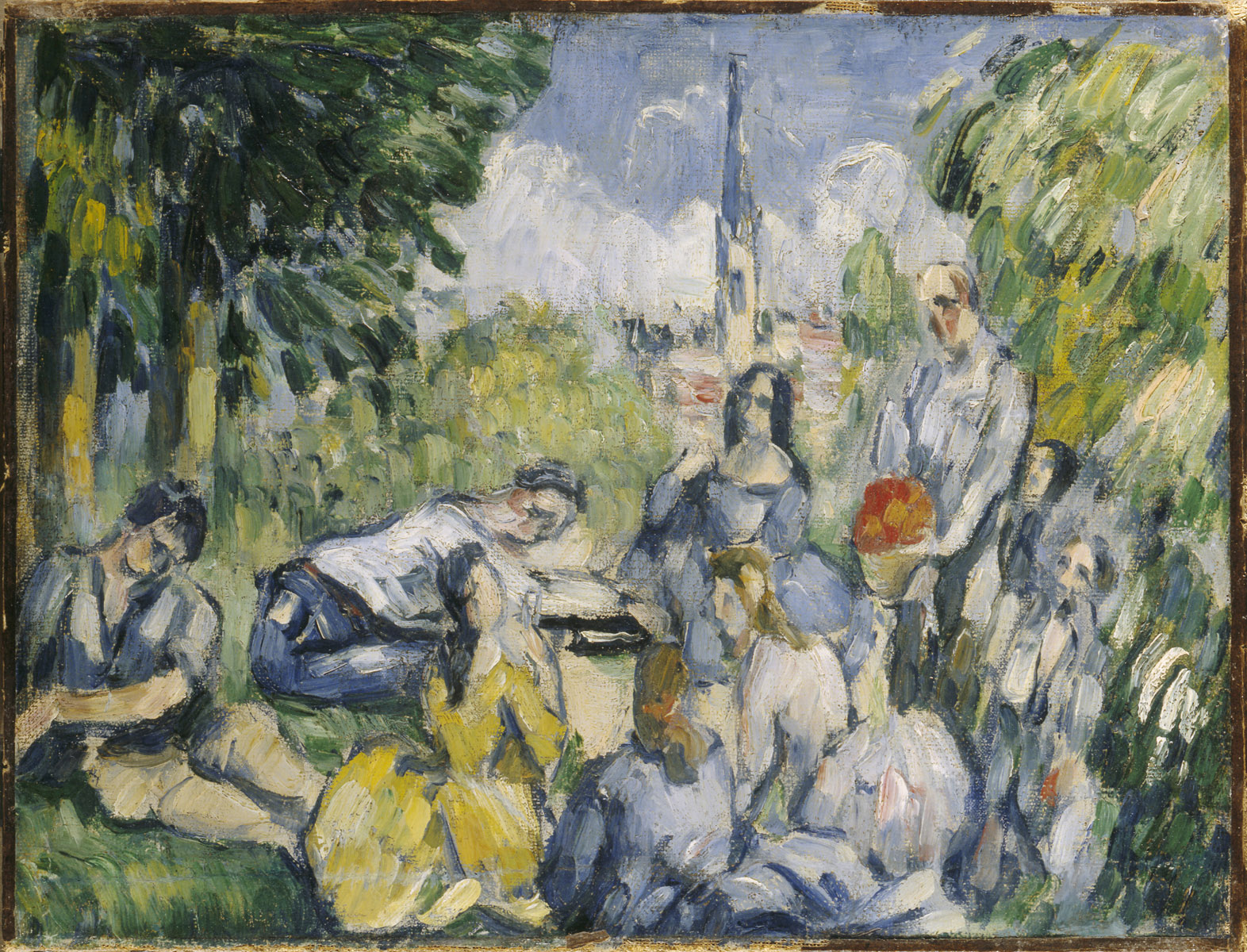
Le Déjeuner sur l'herbe, repris par Cézanne

Les allusions implicites sont également monnaie courante: chaque peintre s'est essayé à faire des renvois à des thématiques antérieures, comme la crucifixion du Christ par exemple, de Le Greco à Paul Gauguin.

### Dans la langue populaire et dans la publicité
À l'oral, les expressions figées ou idiomatiques exploitent des allusions, historiques ("C'est un charlemagne"), mythologiques ("tomber de Charybde en Scylla") ou esthétique ("il écrit comme un hugo").
La publicité, à travers les noms de produits ou de marques également suggèrent des allusions permettant d'en renforcer la réception: le label Demeter par exemple, en agronomie renvoie à la déesse grecque de la Terre éponyme.

## Historique de la notion
Dans l'Antiquité, l'allusion était avant tout fondée sur des thèmes mythologiques. Ce type d'allusion est constante à travers l'histoire de cette notion puisque des œuvres actuelles et modernes s'inspirent encore d'ouvrages antiques.
Pour Pierre Fontanier, l'allusion est une figure de pensée qui consiste à « faire sentir le rapport d'une chose qu'on dit avec une autre qu'on ne dit pas, et dont ce rapport même éveille l'idée ». Il cite ainsi la satire XI de Boileau qui fait allusion au mythe de Diogène de sa lanterne lorsque le poète écrit : « Cependant lorsqu'aux yeux leur portant la lanterne... ».
Pour les spécialistes des figures de style, l'allusion est très semblable à l'allégorie qui utilise également une connivence quant aux référents culturels mobilisés.
On a pu parler également d' allusion mythologique; emploi se fondant sur une connaissance réciproque des thèmes mythologiques. Très courant à la Renaissance et au Classicisme, chez les poètes de La Pléiade dont Joachim Du Bellay et chez les dramaturges français comme Racine ou Molière, elle traverse néanmoins toute l'histoire littéraire et se retrouve chez Marcel Proust comme chez Jean Giraudoux (La Guerre de Troie n'aura pas lieu), et même dans les expressions populaires (« tomber de Charybde en Scylla » par exemple). À ce propos l'ouvrage fondateur de Marc Fumaroli : Histoire de la rhétorique dans l'Europe moderne pose que les progrès scientifiques notamment doivent beaucoup à l'allusion créatrice.

### Figures proches
- Figure "mère": image
- Figures "filles":  aucune
- Paronymes: aucun
- Synonymes: cliché, sous entendu, implicite (adjectif), emprunt, inspiration, référence, évocation
- Antonymes: explicitation